# Onda de calor no Hemisfério Norte em 2010
A onda de calor no Hemisfério Norte em 2010 foi uma onda de calor que atingiu a maioria dos Estados Unidos, Cazaquistão, Mongólia, Taiwan, China, Norte de África e Europa, incluindo partes do Canadá, Rússia, Indochina, Coreia do Sul e Japão, durante os meses de Maio, Junho, Julho e Agosto de 2010.

## Rússia
O mês de Agosto de 2010 foi o período mais quente na Rússia em mil anos. Muitas áreas desse país enfrentaram incêndios florestais, sendo os arredores de Moscovo uma das áreas mais afetadas. Para além dos mortos no combate aos incêndios, morreram milhares de pessoas, especialmente idosos, devido às altas temperaturas.